# Kyjov (okres Havlíčkův Brod)
Kyjov (německy Kiow) je obec v okrese Havlíčkův Brod v Kraji Vysočina. Žije zde 159 obyvatel.

## Historie
První písemná zmínka o obci pochází z roku 1351. Od 30. dubna 1976 do 23. listopadu 1990 byla obec spolu se svou částí Dvorce součástí města Havlíčkův Brod.
Dne 25. dubna 2018 bylo schváleno usnesením výboru pro vědu, vzdělání, kulturu, mládež a tělovýchovu udělení znaku a vlajky obce.
| Rok            | 1869 | 1880 | 1890 | 1900 | 1910 | 1921 | 1930 | 1950 | 1961 | 1970 | 1980 | 1991 | 2001 | 2006 | 2014 |
| Počet obyvatel | 229  | 203  | 201  | 170  | 196  | 194  | 188  | 167  | 201  | 179  | 141  | 121  | 119  | 130  | 142  |

## Pamětihodnosti
- Venkovská usedlost čp. 9

## Části obce
- Kyjov
- Dvorce

## Galerie

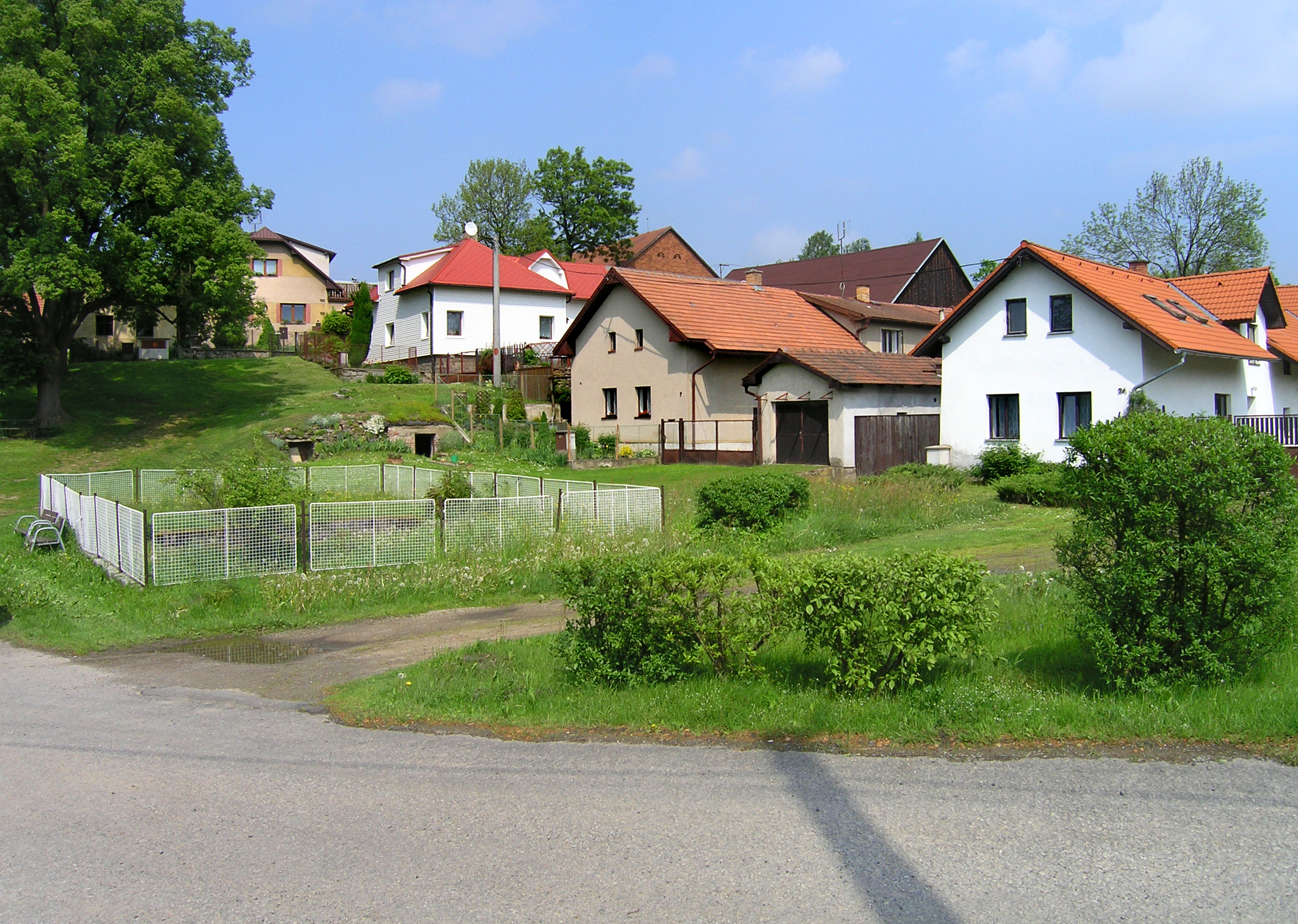
Náves
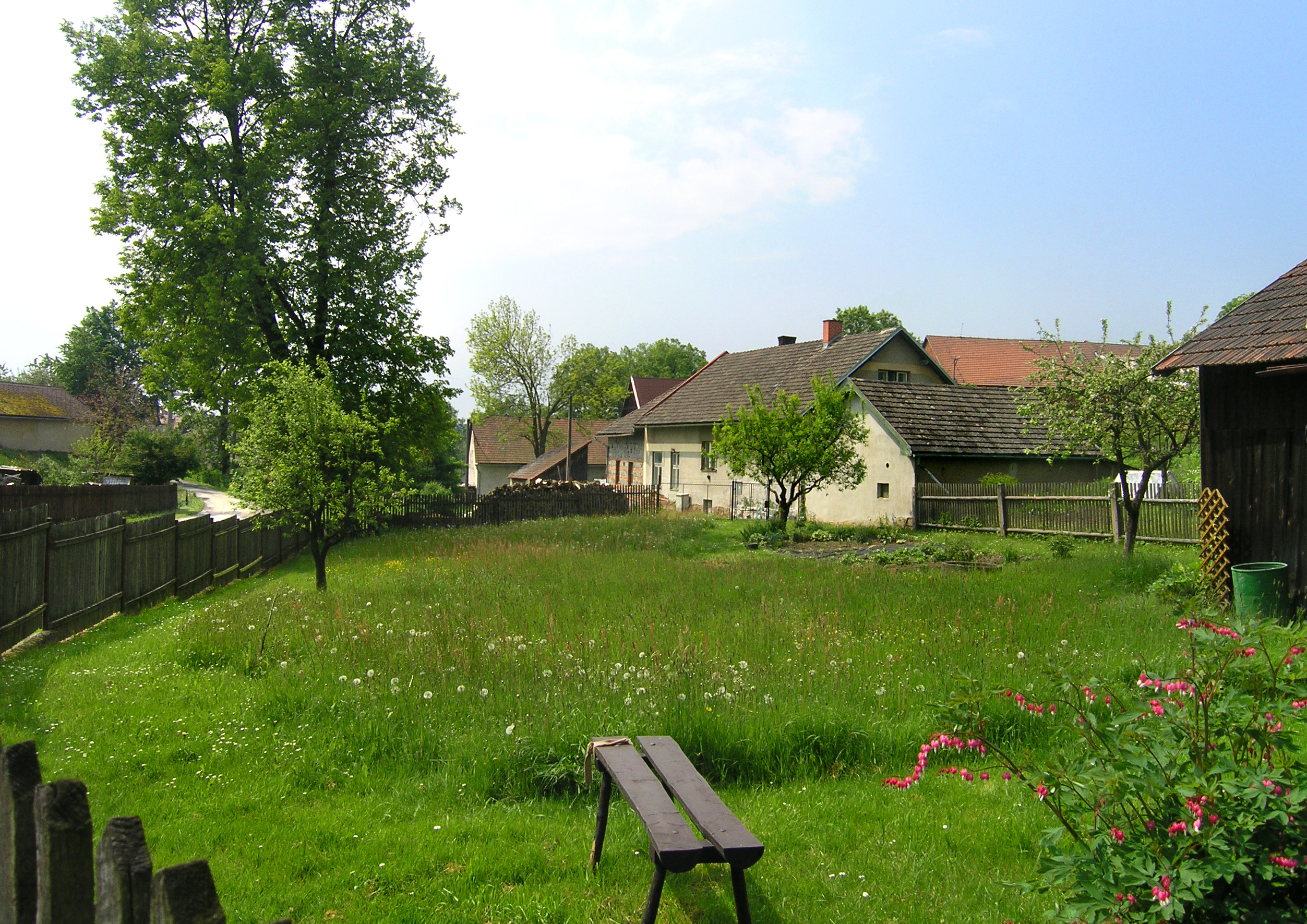
Zahrada ve východní části vesnice
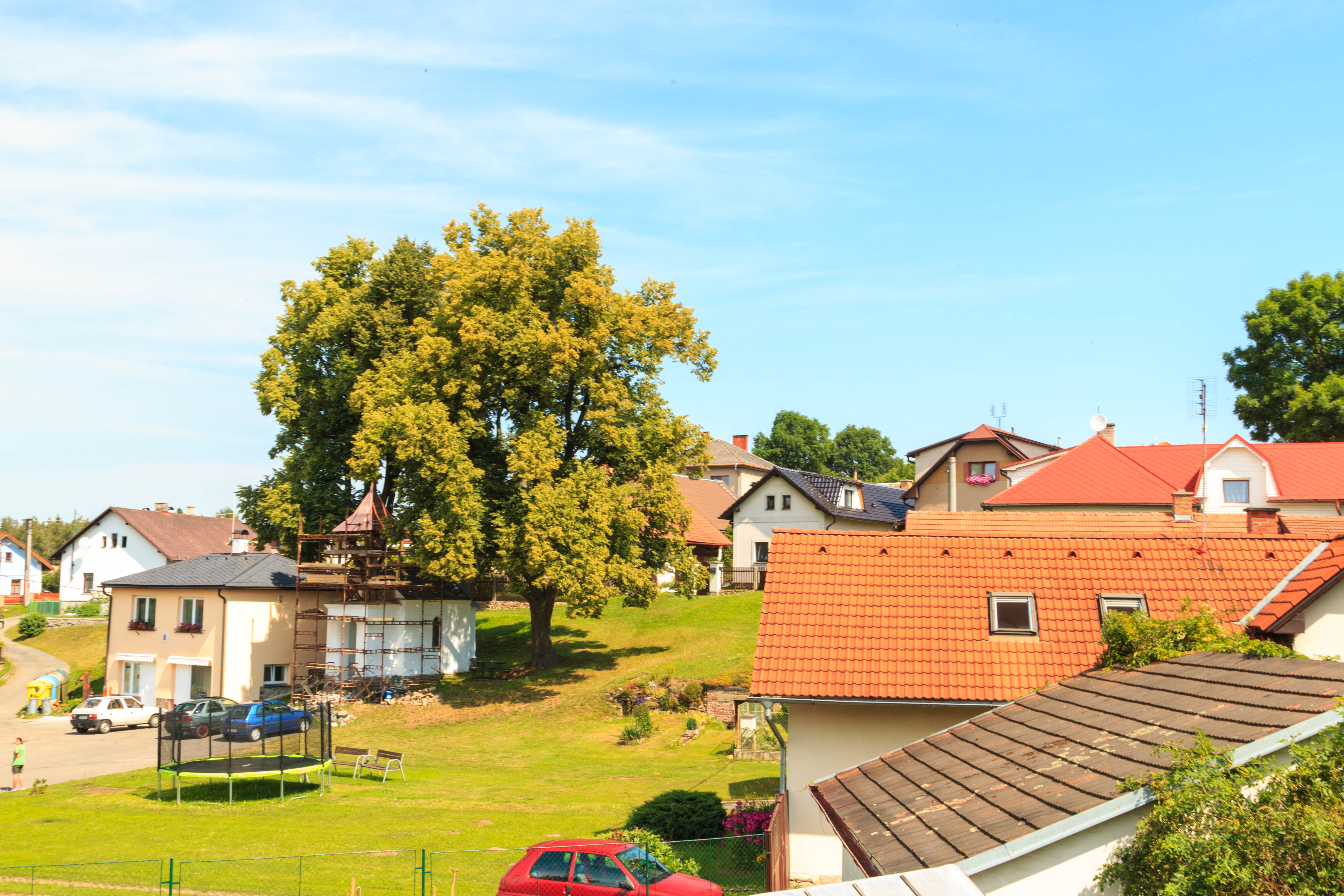
Náves
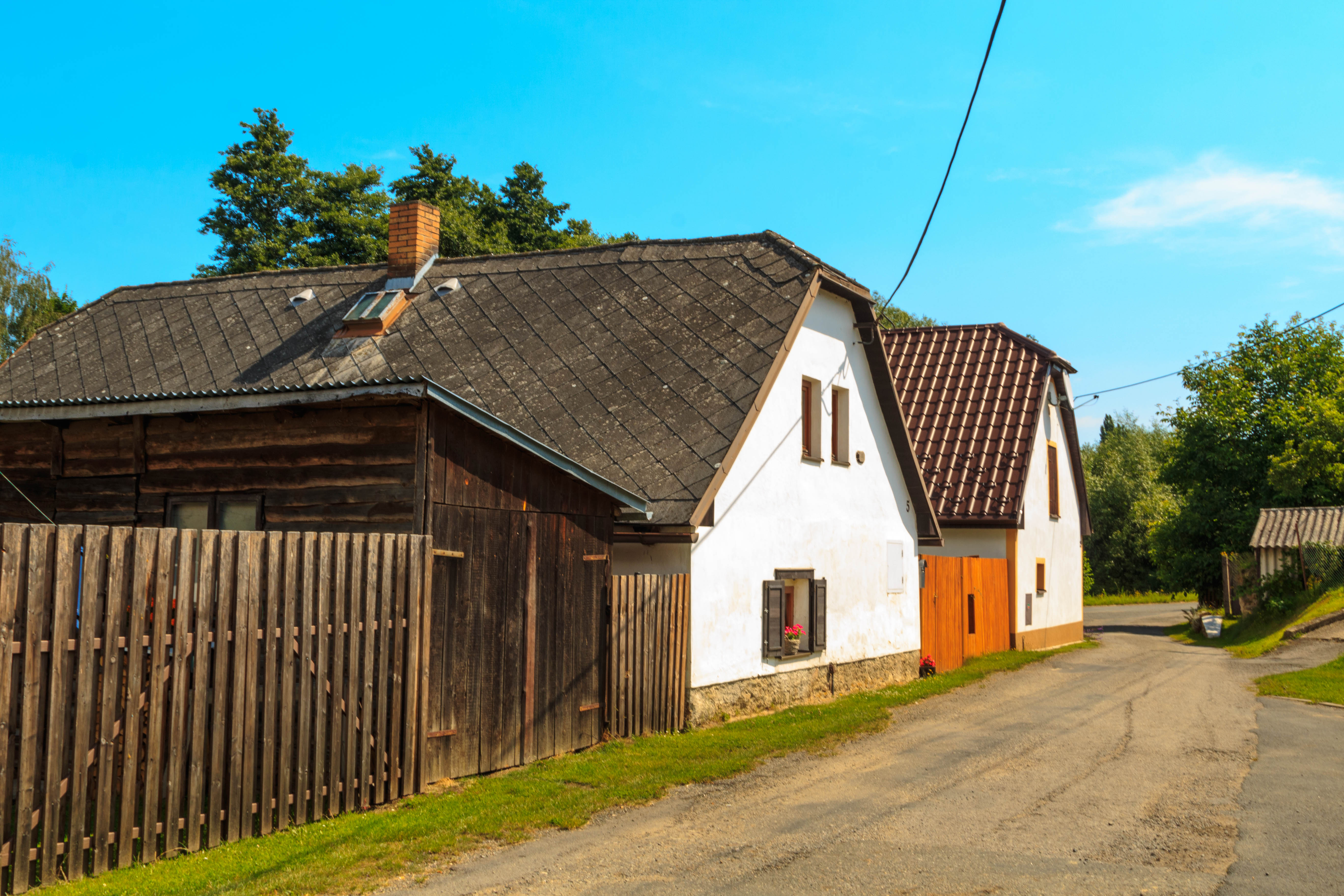
Čp. 5